# Terry Kath
Terry Alan Kath (31. ledna 1946 Chicago – 23. ledna 1978 Los Angeles) byl americký rockový hudebník nejvíce známý jako zakládající člen, kytarista a zpěvák kapely Chicago. Jeho velký obdivovatel Jimi Hendrix ho označil za „nejlepšího kytaristu ve vesmíru“.
Vyrůstal v hudební rodině a naučil se v mládí hrát na řadu nástrojů včetně bubnů nebo banja. Během 60. let hrál v různých kapelách vesměs na basovou kytaru, ale nakonec zůstal u kytary sólové, a to ve skupině známé od roku 1967 jako Chicago. Jeho styl hry se stal jednou z esenciálních složek zvuku kapely, která v 70. letech získala velkou popularitu. Jeho typickým nástrojem se stal zvláštně upravený a nazdobený Fender Telecaster. Za svého života nahrál s Chicagem 10 alb.
Kath se dlouhodobě potýkal se závislostí na alkoholu a drogách. Jeho koníčkem byla sportovní střelba a často si nebezpečně hrál se svými zbraněmi. To vše se mu nakonec stalo osudným, když po jednom večírku vzal svou pistoli, o které byl zřejmě přesvědčen, že není nabitá, přiložil si ji ke spánku a prostřelil si hlavu. Přímý svědek tragédie i další Kathovi blízcí vylučovali, že by mohlo jít o sebevraždu, případ byl tedy uzavřen jako nehoda.
Kath po sobě zanechal vdovu Camelii (roz. Ortizovou), která se později provdala za Kiefera Sutherlanda a od roku 2017 je manželkou Jeffa Lynna. Měli spolu dceru Michelle narozenou roku 1976. Zbytek kapely Chicago uvažoval o tom, že skupinu rozpustí, ale Doc Severinsen, kapelník z Tonight Show Johnnyho Carsona, je přesvědčil, aby pokračovali. Na kytaře Kathe nahradil Donnie Dacus a jeho vokály převzali trumpetista Lee Loughnane a klávesista Robert Lamm.
Roku 1997 Chicago vydalo kompilační album Chicago Presents The Innovative Guitar of Terry Kath, zaměřené na Kathovo muzikantské mistrovství. Roku 2016 byl o něm uveden dokument (Chicago:) The Terry Kath Experience, který natočila jeho dcera Michelle a vedle členů kapely v něm vystoupila řada dalších známých muzikantů. Předtím téhož roku byla kapela Chicago uvedena do Rokenrolové síně slávy; za svého otce cenu převzala Michelle Kath Sinclairová.